# 巧克力秋英
巧克力秋英（学名：Cosmos atrosanguineus），或称巧克力波斯菊，是菊科秋英屬的多年生草本植物，原产地为墨西哥伊达尔戈州锡马潘，喜阳耐半阴，耐寒性一般。种加词atrosanguineus意为“暗血红色的”，反映出其花色特点。
巧克力秋英具有淡淡的巧克力香气，因此在仲夏和夏末时这种花非常引人注目。

## 特征
巧克力秋英株高40－60厘米，其根为肉质块根，羽状复叶长7－15厘米，每片小叶长2－5厘米。头状花序直径3－4.5厘米，由6－10个舌状花带（通常是8个）和中心的盘状花组成。花期为8月－10月，花色有深红、紫红、黒紫、巧克力色和茶色，花型为一重瓣。

## 历史
1902年，人们开始栽培巧克力秋英，之后人们用營養繁殖的方式克隆其基因，使其不致彻底灭绝。
巧克力秋英是在大正時代传入日本，近年来，当地的种植者将硫華菊与本植物杂交培育出栽培种草莓巧克力（“Strawberry Chocolate”）。
| 草莓巧克力 | 草莓巧克力 |
| ---------- | ---------- |
|            |            |
| 一朵花     | 花丛       |

## 栽培
巧克力秋英能开出华美的紫红色花朵，因此是一种很受欢迎的观赏植物。由于此植物不能自花结实，产生的种子都是不能发芽的，而要繁殖则需分离块根进行营养繁殖。
巧克力秋英对霜冻很敏感，因此在温带地区的冬天，需要将块根挖出贮存在无霜的环境下。

## 外部連結
- （英文）Cosmos history and cultivation （页面存档备份，存于）
- （日語）巧克力秋英
- （日語）“Strawberry Chocolate”